# Thọ Lâm
Thọ Lâm là một xã thuộc huyện Thọ Xuân, tỉnh Thanh Hóa, Việt Nam.

## Địa lý
Xã Thọ Lâm nằm ở phía tây huyện Thọ Xuân, có vị trí địa lý:
- Phía đông giáp các xã Thọ Diên và Xuân Hưng
- Phía tây giáp thị trấn Lam Sơn và xã Thọ Xương
- Phía nam giáp thị trấn Sao Vàng và xã Xuân Phú
- Phía bắc giáp thị trấn Lam Sơn và xã Xuân Thiên.

Xã Thọ Lâm có diện tích 21,5 km², dân số năm 1999 là 8327 người, mật độ dân số đạt 387 người/km².

## Hành chính
Xã Thọ Lâm được chia thành 10 thôn: Đội 4, Diên Hào, Hiền Hào, Tân Thành, Tân Lâm, Tân Phúc, Điền Trạch, Đăng Lâu, Quần Ngọc, Trại Mía.

## Lịch sử

### Tổng quan
Trước Cách mạng Tháng Tám 1945, vùng đất Thọ Lâm thuộc tổng Diên Hào, huyện Lôi Dương, phủ Thọ Xuân.
Sau Cách mạng Tháng Tám 1945, bỏ phủ Thọ Xuân, đổi huyện Lôi Dương thành huyện Thọ Xuân. Thọ Lâm thuộc xã Bắc Sơn, tách thôn Phượng Triều (nay là thôn Điền Trạch) ghép với 2 xã Quỳ Trung, Tiên Bạn để thành lập xã Phượng Triều (sau hợp nhất với các xã Nam Sơn, Mục Sơn thành xã Thọ Xương). Đầu năm 1948 đổi xã Bắc Sơn thành xã Thọ Sơn, hợp với xã Thọ Vinh thành xã Thọ Diên. Năm 1951 tách thôn Phượng Triều về xã Thọ Diên.
Năm 1954, xã Thọ Diên lại được chia ra làm 3 xã: Thọ Lâm, Thọ Diên và Thọ Hải. Khi đó xã Thọ Lâm là một trong 50 xã của huyện Thọ Xuân.
Năm 1957 chuyển một phần đất của Thọ Lâm cho tập đoàn sản xuất Miền Nam. Ngày 1 tháng 1 năm 1960, tập đoàn chuyển thành nông trường Quốc doanh Sao Vàng. Ngày 8 tháng 3 năm 1967, Bộ Nội vụ ban hành Quyết định số 89-NV. Theo đó, thành lập thị trấn nông trường Sao Vàng thuộc huyện Thọ Xuân.
Ngày 7 tháng 2 năm 1991, Thọ Lâm cắt một phần đất và dân cư để thành lập thị trấn Lam Sơn.
Ngày 5 tháng 8 năm 1999, Chính phủ ban hành Nghị định số 65/1999/NĐ-CP. Theo đó, giải thể thị trấn nông trường Sao Vàng và thành lập thị trấn Sao Vàng trên cơ sở 4.950 người của thị trấn nông trường Sao Vàng đang quản lý, 102,5 ha diện tích tự nhiên của xã Thọ Lâm, 186,5 ha diện tích tự nhiên của xã Xuân Thắng. Sau khi điều chỉnh địa giới hành chính, xã Thọ Lâm có 2.150,5 ha diện tích tự nhiên và 7.797 nhân khẩu.
Năm 2010, một phần đất của thị trấn Sao Vàng được chuyển về xã Thọ Lâm (các thôn: Đá Vôi, 4B, 4A và 5B).
Ngày 20 tháng 6 năm 2018, Bộ Xây dựng ban hành Quyết định số 834/QĐ-BXD công nhận đô thị Lam Sơn – Sao Vàng (gồm các thị trấn Lam Sơn, Sao Vàng; các xã Thọ Xương, Xuân Bái, Xuân Lam và một phần các xã Thọ Lâm, Xuân Phú, Xuân Thắng) là đô thị loại IV.

### Phân chia hành chính
Sau khi thành lập năm 1954, xã Thọ Lâm có 9 thôn: Diên Hào, Hiền Hào, Tân Thành, Tân Lâm, Tân Phúc, Điền Trạch, Đăng Lâu, Quần Ngọc, Trại Mía.
Năm 2010, phần đất của thị trấn Sao Vàng chuyển về là các thôn: Đá Vôi, 4B, 4A và 5B. Khi đó, xã Thọ Lâm có 13 thôn: Diên Hào, Hiền Hào, Tân Thành, Tân Lâm, Tân Phúc, Điền Trạch, Đăng Lâu, Quần Ngọc, Trại Mía, Đá Vôi, 4B, 4A, 5B.
Ngày 17 tháng 8 năm 2018, Ủy ban nhân dân tỉnh Thanh Hóa ban hành Quyết định số 3110/QĐ-UBND về việc đổi tên; chuyển thôn thành khu phố; sáp nhập để thành lập thôn, tổ dân phố tại xã, phường, thị trấn thuộc các huyện, thị xã, thành phố trên địa bàn tỉnh Thanh Hóa. Theo đó:
- Sáp nhập thôn 5B và thôn Đăng Lâu để thành lập thôn Đăng Lâu
- Sáp nhập thôn Đá Vôi và thôn 4A và thôn 4B để thành lập thôn Đội 4.

Sau khi thực hiện sáp nhập, xã Thọ Lâm còn 10 thôn: Đội 4, Diên Hào, Hiền Hào, Tân Thành, Tân Lâm, Tân Phúc, Điền Trạch, Đăng Lâu, Quần Ngọc, Trại Mía.

## Giao thông
Xã này nằm bên tuyến kênh Nhà Lê, là tuyến đường thủy đầu tiên trong lịch sử Việt Nam từ kinh đô Hoa Lư đến Đèo Ngang và được xem là tuyến đường Hồ Chí Minh trên sông vì những đóng góp cho các cuộc chiến tranh của người Việt.
Trên địa bàn xã có tuyến Quốc lộ 47 nối từ thành phố Sầm Sơn đến cửa khẩu Khẹo đi qua. Có 02 tuyến xe buýt số 4 và 10 chạy từ thành phố Thanh Hóa qua xã.